# Adolfo González-Posada
Adolfo González-Posada y Biesca (Oviedo, 18 de septiembre de 1860-Madrid, 10 de julio de 1944) fue un jurista, sociólogo, traductor, escritor y político español vinculado al regeneracionismo. Presidente en 1935 del Instituto Nacional de Previsión.

## Biografía
Su familia pertenecía a la burguesía ovetense y se dedicaba al negocio de la joyería desde que el abuelo materno lo fundara. Se matriculó en Derecho en 1874. Se licenció en ambos derechos en Oviedo en 1877 y marchó a Madrid con la intención de estudiar Filosofía y Letras, lo que no llegó a hacer. Volvió a Oviedo a ejercer la abogacía en el bufete de su pariente, Manuel Pedregal y Cañedo. 
Vuelve a Madrid para iniciar el doctorado entre 1879 y 1880 y entra en contacto con el krausismo. Discípulo de Francisco Giner de los Ríos se manifestaba así sobre la influencia de su maestro en su propio pensamiento: "Toda mi vida profesional, y en ella mi modesta labor de cultivador de las disciplinas del Estado, giró alrededor del curso de Principios de Derecho político de Giner: un Derecho Político de abolengo krausista, sin duda, por su base ética, sus supuestos metafísicos y su sentido esencialmente orgánico, pero de una profunda originalidad frente a las tendencias entonces invasoras del organicismo sociológico".
Se lo puede considerar dentro del llamado krausopositivismo. Introdujo y desarrolló el estudio del derecho municipal. Fue catedrático de Derecho político de la Universidad de Oviedo, para pasar después a explicar Derecho municipal en Madrid y, desde 1919, Derecho Político hasta su jubilación en 1931. Senador por Oviedo entre 1921 y 1922. Fue uno de los fundadores en 1871, junto con otros ilustres escritores ovetenses estudiantes de derecho, de la tertulia del Bilis club en la Cervecería Escocesa de la Carrera de San Jerónimo. Su archivo se perdió durante la Guerra Civil.
Escritor fecundo —la lista de libros, opúsculos y artículos de revista rebasa los trescientos títulos— pueden destacarse en su obra: España en crisis (1923), La reforma constitucional (1931); La crisis del Estado y el Derecho político (1934); La República Argentina. Impresiones y Comentarios (Madrid, 1912); En América. Una campaña (1911); La República del Paraguay (Madrid, 1911); Leopoldo Alas Clarín (Oviedo, 1946); La idea pura del Estado (Madrid, 1944); Pedagogía (Valencia, ¿1910?); Teorías políticas (1905); Tratado de derecho político (1929). En la década de 1980 se publicó parte de su obra inédita: Breve historia del Krausismo español (Oviedo, 1981) y Fragmentos de mis memorias (Oviedo, 1983). Realizó una meritoria labor como traductor de materias jurídicas del alemán, del francés y del inglés.

## Obras
- La enseñanza del Derecho en las universidades (1889).
- Estudios sobre el régimen parlamentario en España. Madrid: Biblioteca Económica Filosófica, 1891.
- Con Urbano González Serrano, La amistad y el sexo: cartas sobre la educación de la mujer Madrid, 1893 (Imprenta de Enrique Rubiños).
- Tratado de derecho político Madrid: Librería de Victoriano Suárez, 1893-1894, muy reeditado después.
- Guía para el estudio y aplicación del Derecho Constitucional de Europa y América Madrid: Sucesores de Rivadeneyra, 1894.
- Tratado de derecho administrativo: según las teorías filosóficas y la legislación positiva Madrid: Librería de Victoriano Suárez, 1897-1898, reeditado después.
- Feminismo. Madrid: Ricardo Fe, 1899; reeditado en edición de Oliva Blanco en Madrid: Cátedra y Oviedo: Consejería de Educación, Cultura, Deportes y Juventud del Principado de Asturias, 1994.
- El sufragio: según las teorías filosóficas y las principales legislaciones Barcelona: Manuel Soler, s. a., entre 1900 y 1903.
- El materialismo histórico (1902)
- La sensibilidad en las diversas clases sociales Madrid: s.n., 1903.
- Socialismo y reforma social: Las fórmulas del marxismo, Materialismo histórico, El Capital de Marx, El factor económico, Socialistas y juristas, Socialismo y cuestión agraria, El deber social, El contrato de trabajo, La jornada de ocho horas... Madrid: s.n., 1904 (Tip. Ricardo Fe)
- Política y enseñanza: política pedagógica. La reforma de la primera enseñanza. La segunda enseñanza Madrid: Daniel Jorro, 1904.
- Teorías políticas (1905)
- Derecho político comparado: capítulos de introducción, Madrid: Librería General de Victoriano Suárez, 1906.
- Principios de Sociología Madrid: Ginés Carrión, 1908.
- Autores y libros Valencia: F. Sempere y Comp.ª, ¿1909?
- Pedagogía (Valencia, ¿1910?)
- Para América desde España: crónicas y artículos París, 1910 (Tours: Deslis hermanos)
- Sociología contemporánea Barcelona: José Gallach, s. a.
- Evolución legislativa del régimen local en España: 1812-1909 Madrid: Librería General de Victoriano Suárez, 1910. Reimpreso en Madrid: Instituto de Estudios de Administración Local, 1982.
- En América Una campaña: relaciones científicas con América, Argentina, Chile, Paraguay y Uruguay (1911)
- La República del Paraguay (Madrid, 1911)
- La República Argentina. Impresiones y Comentarios (Madrid, 1912)
- La idea del Estado y la guerra europea Madrid: Clásica Española, 1915.
- España en crisis: la política (Madrid: Caro Raggio, 1923)
- Actitud ética ante la guerra y la paz Madrid: Caro Raggio, 1923.
- La crisis del constitucionalismo: discursos pronunciados en la Real Academia de Ciencias Morales, Políticas, Madrid: Viuda e Hijos de Jaime Ratés, 1925.
- La Sociedad de las Naciones y el Derecho Político: superliberalismo Madrid: Caro Raggio, 1925.
- Tratado de derecho político (1929)
- La reforma constitucional (1931)
- Hacia un nuevo derecho político: reflexiones y comentarios. Madrid: Páez, 1931.
- Martínez Marina Madrid, 1933.
- El Derecho Político como espectáculo: (cincuenta años de cátedra) 1883-1933 Madrid, 1933 (Tip. de Archivos)
- La crisis del Estado y el Derecho político (Madrid, 1934)
- La idea pura del Estado (Madrid, 1944)
- Leopoldo Alas Clarín (Oviedo, 1946)
- Breve historia del Krausismo español (Oviedo, 1981)
- Pueblos y campos argentinos: sensaciones y recuerdos Madrid, s.n., s.a., (Imp. Caro Raggio)
- La llama íntima: meditaciones, ensayos, recuerdos Valencia: Prometeo, s.a.
- Fragmentos de mis memorias (Oviedo, 1983).
- Escritos municipalistas y de la vida local; estudio preliminar de Florentino-Agustín Díez González. Madrid: Instituto de Estudios de Administración Local, 1979.